# Los Durmientes
Los Durmientes är en ort i Mexiko.   Den ligger i kommunen Culiacán och delstaten Sinaloa, i den centrala delen av landet, 1 000 km nordväst om huvudstaden Mexico City. Los Durmientes ligger 74 meter över havet och antalet invånare är 136.
Terrängen runt Los Durmientes är huvudsakligen platt, men norrut är den kuperad. Runt Los Durmientes är det mycket glesbefolkat, med 6 invånare per kvadratkilometer. Närmaste större samhälle är Quila, 12,9 km väster om Los Durmientes. I omgivningarna runt Los Durmientes växer huvudsakligen savannskog.